# Мажор-Изидору
Мажор-Изидору (порт. Major Isidoro) — муниципалитет в Бразилии, входит в штат Алагоас. Составная часть мезорегиона Сертан штата Алагоас. Входит в экономико-статистический микрорегион Баталья.
Праздник города — 17 сентября.